# Jazz du Maghreb
Vous pouvez aider à l'améliorer ou bien discuter des problèmes sur sa page de discussion.
- Il peut contenir un travail inédit ou des déclarations non vérifiées. Vous pouvez l’améliorer en ajoutant des références. (Marqué depuis décembre 2020)

Vous pouvez aider à l'améliorer ou bien discuter des problèmes sur sa page de discussion.
- Il ne s’appuie pas, ou pas assez, sur des sources secondaires ou tertiaires. (Marqué depuis décembre 2020)
- Il n’est pas rédigé dans un style encyclopédique. (Marqué depuis décembre 2020)
- Il est orphelin : moins de trois articles lui sont liés. Aidez à ajouter des liens en plaçant le code [[Jazz du Maghreb]] dans les articles relatifs au sujet. (Marqué depuis décembre 2020)

- Archive Wikiwix
- Bing
- Cairn
- DuckDuckGo
- E. Universalis
- Gallica
- Google
- G. Books
- G. News
- G. Scholar
- Persée
- Qwant
- (zh) Baidu
- (ru) Yandex
- (wd) trouver des œuvres sur Wikidata

Le jazz du Maghreb est un genre du jazz et des musiques du monde caractérisé par une combinaison du jazz traditionnel et de la culture musicale du Maghreb, une vaste collection de sons et de styles aux racines maghrébines. Il s’agit d’un type de crossover musical relativement nouveau qui est actuellement développé par divers musiciens du monde entier.
Parmi les exemples notables de jazz maghrébin, on peut citer des artistes tels que Karim Ziad, Jan Wouter Oostenrijk,, Mohamed Rouane, Nguyen Le et Jah Wobble.

## Origines
Le monde arabe possède une culture musicale riche et étendue au sein de laquelle la région du Maghreb a sa propre identité particulière. La région comprend la partie nord-ouest de l’Afrique, à savoir le Maroc, l’Algérie, la Tunisie, la Mauritanie et le Sahara occidental. Le mot « Maghreb » veut dire « couchant », le lieu où le soleil se pose, vu depuis la péninsule arabique. La population originale de cette région sont les Berbères, qui ont une forte identité propre qui comprend leur propre langue (dont plusieurs dialectes) et des traditions musicales riches. Bien que la majorité des Maghrébins vivent dans les grandes villes, un lien fort avec le désert du Sahara et sa culture bédouine demeure.
Au fil du temps, la musique de ces régions s'est mêlée à de nombreux autres genres musicaux. On peut citer par exemple le croisement de la musique berbère avec des influences du Proche-Orient, de l'Afrique de l'Ouest et de l’Occident (de l'Europe notamment). Parmi les artistes, on trouve Malika Zarra, qui combine la musique berbère avec le jazz américain et d'autres musiques occidentales, ou Ammouri Mbark, qui la mélange avec du rock, du reggae et des sons latins.

## Styles de jazz maghrébin

### Jazz arabo-andalou
Les racines de ce style se trouvent dans l'Espagne du XIIe siècle, lorsque l'Andalousie était occupée par les Maures et que la musique arabe et la musique classique arabo-andalouse s'y mêlaient.
La chanteuse marocaine Nabyla Maan mélange ces vieilles traditions musicales andalouses avec le jazz dans une forme contemporaine.

### Jazz melhoun
Le mot « melhoun » veut dire littéralement « poème mélodique ». Il s’agit de la plus importante forme de chant ancien dans la musique folklorique traditionnelle du Maghreb. Elle a de nombreuses variantes et est liée à la musique andalouse et à la musique malouf tunisienne. Dans ce style, les mélodies sont monophoniques, et le chant est souvent accompagné et augmenté par un orchestre avec des violes de gambe, des ouds, des loutars et des instruments de percussion comme la taârija ou la darbouka. L'un des groupes particulièrement connus pour ce style spécifique est le Mohamed Ahaddaf Quartet.

### Jazz gnaoua
La musique gnaoua trouve son origine dans la musique jouée par les esclaves qui faisaient l’objet d’une traite sur les routes des caravanes de l'Afrique de l'Ouest, du Mali, du Sénégal et du Niger au sud du Maroc. Il s’agit d’une forme de musique de transe soufie (voir soufisme) dans laquelle les traditions ouest-africaines sont mélangées aux cultures islamiques ainsi que berbère.
Les instruments de musique caractéristiques de ce style sont le guembri, une sorte de luth bédouin également connues sous les noms de hajhouj ou sentir, et les castagnettes en métal appelées qraqebs ou krakebs.
Parmi tous les crossovers du Maghreb, c’est le jazz gnaoua qui est le plus populaire. Il a aussi été adopté par divers artistes internationaux, dont Wayne Shorter et Marcus Miller,.
Chaque année en juin, depuis 1998, la ville marocaine d'Essaouira célèbre la musique gnaoua lors du célèbre Festival Gnaoua et Musiques du monde. Le célèbre batteur algérien Karim Ziad a programmé le festival pendant dix ans, période durant laquelle il a considérablement renforcé les crossovers et l'innovation musicale au Maghreb.

### Jazz chaâbi
Le mot « chaâbi » signifie « peuple ». La musique chaâbi est présente dans toute l'Afrique du Nord ; dans le Maghreb, on l’entend principalement durant les fêtes et les mariages. Le style est caractérisé par des rythmes chaâbi superposés de façon polyrythmique, avec des instruments de percussion berbères typiques comme le bendir ou la taârija.
Parmi les artistes célèbres dans ce genre, on peut citer Karim Maurice avec son projet Koum Tara, Othman El Kheloufi et les Français de l’Arbaa Quartet.

### Jazz raï
Le raï est l'un des types de musique nord-africaine les plus connus. Il comprend  des influences occidentales et trouve ses racines dans la musique bédouine de l’Algérie de l’Ouest. Bien qu'elle soit internationalement connue comme une forme de musique pop, elle a ses racines dans le folk et le jazz. La fanfare Fanfa RAi, en est un bon exemple. Un autre exemple est la musique de Cheikha Remitti.

### Jazz ahouach
L'ahouach est un type de danse et de musique folklorique des Berbères du Souss au Sud du Maroc. Le saxophoniste Abdelhak Mabrouk est un artiste reconnu dans ce domaine.

## Langues, peuples et culture berbères
L'identité ethnique de certains crossovers de jazz maghrébins est exprimée par la langue berbère. Le groupe des langues berbères, également connues sous le nom collectif de tamazight, compte plusieurs dialectes répartis dans toute l'Afrique du Nord. Les plus courants sont le tarifit ou rifain des montagnes du Rif marocain, le tachelhit ou chleuh du Sud du Maroc (Souss berbère), le kabyle d'Algérie et un groupe de langues touarègues parlées par les Berbères bédouins du Sahara.

### Jazz berbère
Parmi les plus grands noms du jazz berbère, on trouve Hindi Zahra, Malika Zarra et Iness Mezel.

### Jazz kabyle
Le kabyle est la langue d'un des plus grands groupes berbères du nord de l'Algérie. Ses locuteurs se trouvent dans tout l'Atlas ainsi qu'en France et, dans une moindre mesure, au Canada. Parmi les artistes qui se produisent dans cette langue, on trouve Tala et Haffyd H,.

### Musique touarègue
Le type de musique touarègue le plus populaire de nos jours est le blues touareg. Des artistes comme Tinariwen du Mali ou Bombino du Niger ont une large base de fans internationaux et se produisent dans le monde entier depuis de nombreuses années.

## Festivals
Un rôle important dans le développement des crossovers du jazz du Maghreb est joué par les divers festivals de musique organisés tous les ans dans les pays de la région. Ces festivals proposent une scène aux meilleurs musiciens de jazz d'Europe et du reste du monde, qui sont invités à venir jouer avec leurs propres héros musicaux, créant ainsi un mélange unique de sons folkloriques et de jazz contemporain. Voici quelques exemples :
Algérie – Dima Jazz Festival
Tunisie – Sicca Jazz Festival,
Tabarka Jazz Festival et Jazz à Carthage
Maroc – Tanjazz, Jazzablanca, le Festival Gnaoua et Musiques du monde à Essaouira et Jazz au Chellah